# 2011-es népszámlálás (Románia)

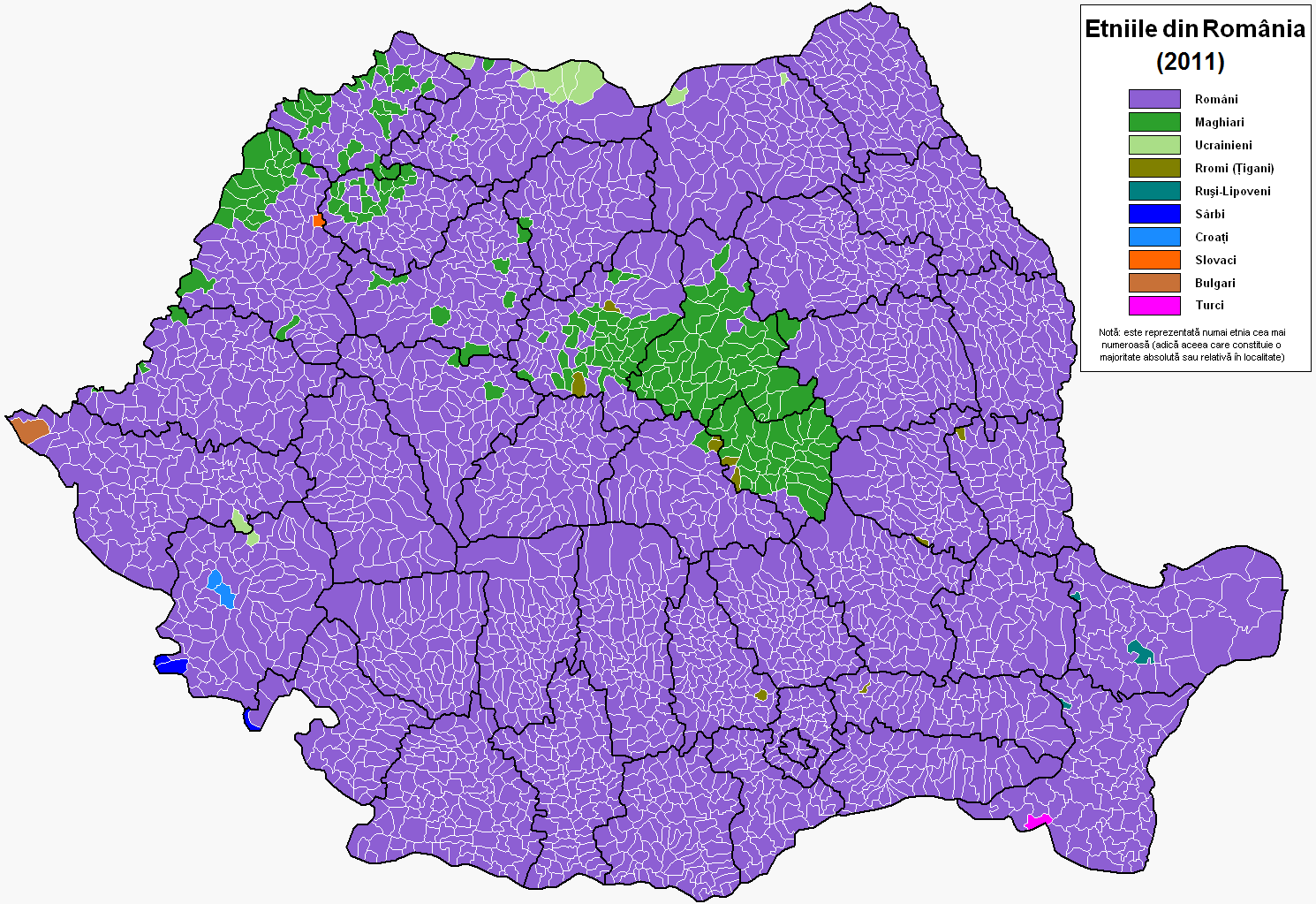
Románia lakosságának nemzetiségi összetétele 2011-ben

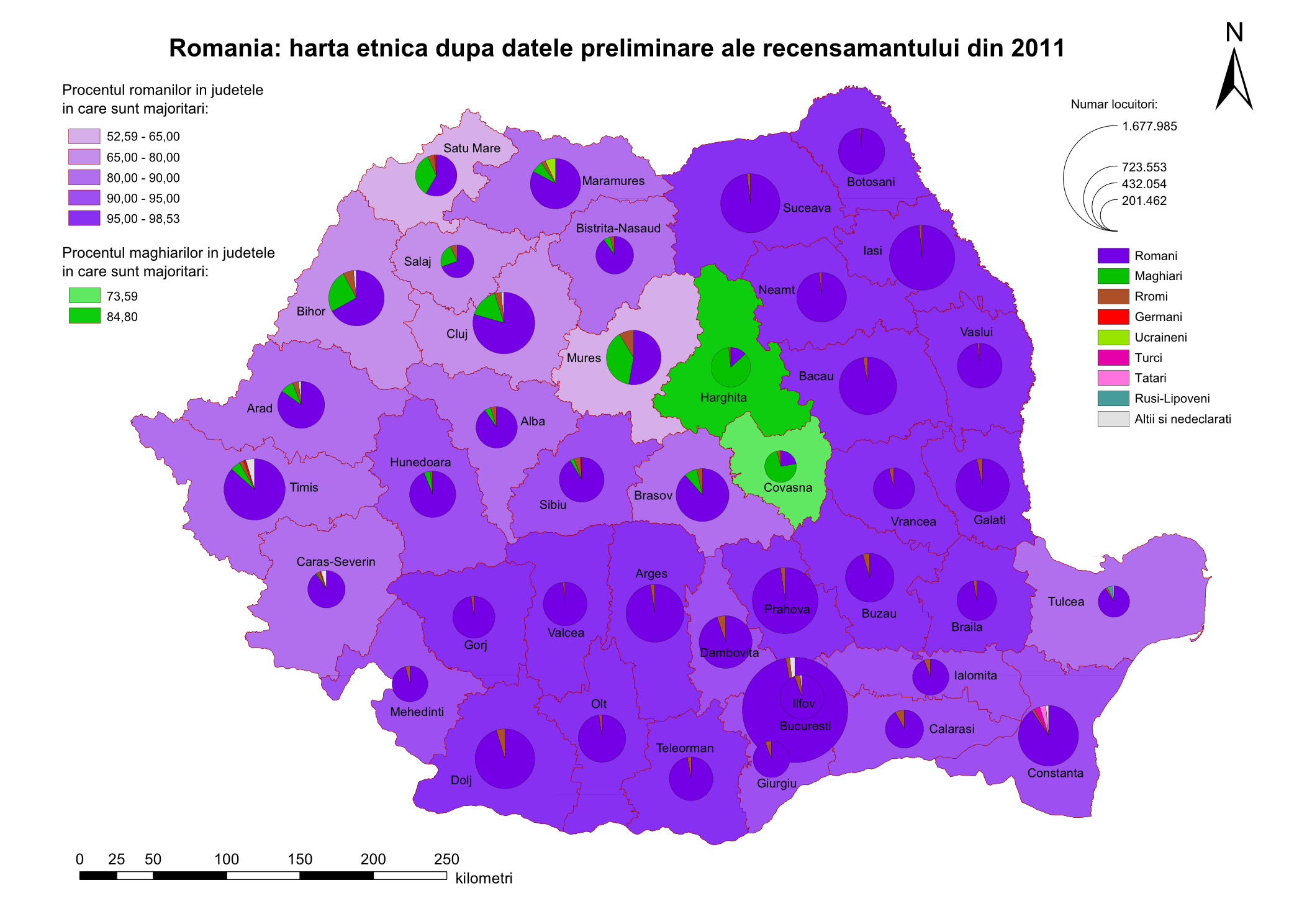
Románia lakosságának megyénkénti nemzetiségi összetétele 2011-ben

A 2011. évi romániai népszámlálást az Institutul Național de Statistică (Országos Statisztikai Hivatal) kérdezőbiztosai végezték 2011. október 20–31. között. (Online válaszadásra nem volt lehetőség) Eredetileg a március 12–21. közötti időszakra tervezték, de költségvetési okok miatt októberre halasztották.
Ez volt a rendszerváltás utáni harmadik népszámlálás Romániában az 1992-es és a 2002-es után. Az első eredményeket 2012. januárban tették közzé.
A végleges eredmények az alábbiak:
- Állandó lakosság: 20 121 641 fő, ebből 10 333 064 nő (51,4%)
  - románok és román anyanyelvűek: 16 792 868 : 88,9 % (benne az arománok)
  - magyarok: 1 227 623 : 6,5 % (benne a székelyek)
  - romák : 621 573: 3,3 %
  - ukránok: 50 920: 0,3 % (benne a rutének és huculok)
  - németek: 36 042 : 0,2 % (benne az erdélyi szászok)
  - oroszok: 23 487 : 0,1 % (benne a lipovánok)
  - törökök: 27 698 : 0,1 %
  - tatárok: 20 282 : 0,1 %
  - szerbek: 18 076 : 0,1 %
  - szlovákok: 13 654 : 0,1 %
  - bolgárok: 7336
  - horvátok: 5408
  - görögök: 3668
  - zsidók: 3271
  - más nemzetiségű: 32 925 : 0,2 %
  - nem adta meg a nemzetiségét: 1 236 810 : 6,1 %
- Háztartások száma: 7 086 717;
- Lakások száma: 8 458 756;
- Lakóépületek száma: 5 132 867.

Huzamos ideig külföldön tartózkodóként 910 264 főt, ideiglenesen külföldön tartózkodóként 658 887 főt jelentettek; ezzel szemben 2010. végén a fogadó országok 2,77 millió román állampolgárt regisztráltak bevándorlóként, azaz a népszámláláskor mintegy 1,2 millió főt nem számoltak be külföldön tartózkodóként.

## Fordítás
- Ez a szócikk részben vagy egészben  a   Recensământul populaţiei din 2011 (România) című román Wikipédia-szócikk ezen változatának fordításán alapul.  Az eredeti cikk szerkesztőit annak laptörténete sorolja fel. Ez a jelzés csupán a megfogalmazás eredetét és a szerzői jogokat jelzi, nem szolgál a cikkben szereplő információk forrásmegjelöléseként.
- Ez a szócikk részben vagy egészben  a   Recensement de la Roumanie de 2011 című francia Wikipédia-szócikk ezen változatának fordításán alapul.  Az eredeti cikk szerkesztőit annak laptörténete sorolja fel. Ez a jelzés csupán a megfogalmazás eredetét és a szerzői jogokat jelzi, nem szolgál a cikkben szereplő információk forrásmegjelöléseként.